# Ян Міцка
Ян Міцка (чеськ. Jan Micka, 15 січня 1995) — чеський плавець.
Учасник Олімпійських Ігор 2012, 2016 років.